# Borno
Borno (IPA: [ˈborno], Bùren in dialetto camuno) è un comune italiano di 2 414 abitanti della provincia di Brescia in Lombardia, situato in Valcamonica.
È raggiungibile attraverso la strada provinciale 5 che sale da Ossimo e porta ad Azzone in Valle di Scalve (provincia di Bergamo).
Il territorio di Borno confina con diversi comuni: a est quello di Ossimo e Piancogno, a nord ancora Ossimo, a ovest quelli bergamaschi di Azzone e Schilpario, e a sud quello di Angolo Terme.

## Geografia fisica

### Territorio
Il comune di Borno è situato sul cosiddetto Altopiano del Sole, ovverosia la valle percorsa dal torrente Trobiolo, tributaria della media Val Camonica e dominata dalle vette più orientali delle Prealpi Orobiche. Il comune comprende però, a occidente, anche un tratto del settore bresciano della Valle di Scalve.
Il capoluogo si trova a una quota di 912 m s.l.m. (riferiti alla chiesa parrocchiale, leggermente più elevata rispetto al centro storico), mentre il territorio è compreso tra i 650 metri del letto del fiume Dezzo e i 2 492 metri della cima del Pizzo Camino.
Paline è la frazione principale, in prossimità della quale si trova la Riserva naturale Boschi del Giovetto di Paline.

### Clima
Il clima a Borno è freddo e moderato, con piovosità significativa durante tutto l'anno.
La temperatura media annuale è di 6,9 °C, essendo luglio il mese con temperature più alte (20,8 °C) e gennaio il mese con temperature più basse (−8,5 °C).
La piovosità media annuale è di 1807 mm. In particolare le piogge sono più scarse nel mese di gennaio (67 mm) e più abbondanti nel mese di giugno (213 mm).
| [ 7 ]               | Mesi | Mesi | Mesi | Mesi | Mesi | Mesi | Mesi | Mesi | Mesi | Mesi | Mesi | Mesi | Stagioni | Stagioni | Stagioni | Stagioni | Anno  |
| [ 7 ]               | Gen  | Feb  | Mar  | Apr  | Mag  | Giu  | Lug  | Ago  | Set  | Ott  | Nov  | Dic  | Inv      | Pri      | Est      | Aut      | Anno  |
| ------------------- | ---- | ---- | ---- | ---- | ---- | ---- | ---- | ---- | ---- | ---- | ---- | ---- | -------- | -------- | -------- | -------- | ----- |
| T. max. media (°C)  | 2    | 2,8  | 6,5  | 10,3 | 15,1 | 19,1 | 20,8 | 20,4 | 16,6 | 12,4 | 6,9  | 3,1  | 2,6      | 10,6     | 20,1     | 12,0     | 11,3  |
| T. min. media (°C)  | −8,5 | −7,5 | −3,0 | 0,4  | 4,9  | 9,3  | 11,3 | 11,3 | 8,1  | 4,4  | −0,7 | −5,9 | −7,3     | 0,8      | 10,6     | 3,9      | 2,0   |
| Precipitazioni (mm) | 67   | 70   | 92   | 158  | 197  | 213  | 204  | 199  | 170  | 174  | 177  | 86   | 223      | 447      | 616      | 521      | 1 807 |

## Origini del nome
Il nome del comune potrebbe derivare dalla radice germanico celtica Bor (sorgente).

## Storia

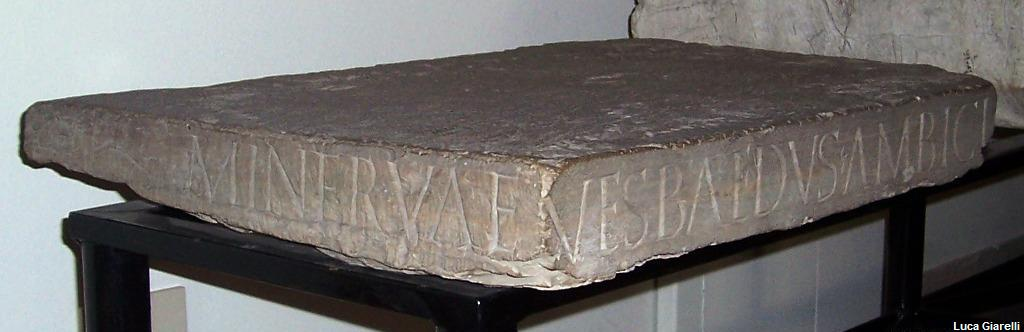
Dedicazione a Minerva di epoca romana conservato al Museo archeologico di Valle Camonica

Durante delle operazioni di sbancamento nel 1958 viene alla luce un complesso datato al I secolo, probabilmente un complesso funerario con tombe a incenerimento. Pochissimo si è salvato dai lavori.

Nel VII secolo inizia la contesa del monte Negrino con la Valle di Scalve.

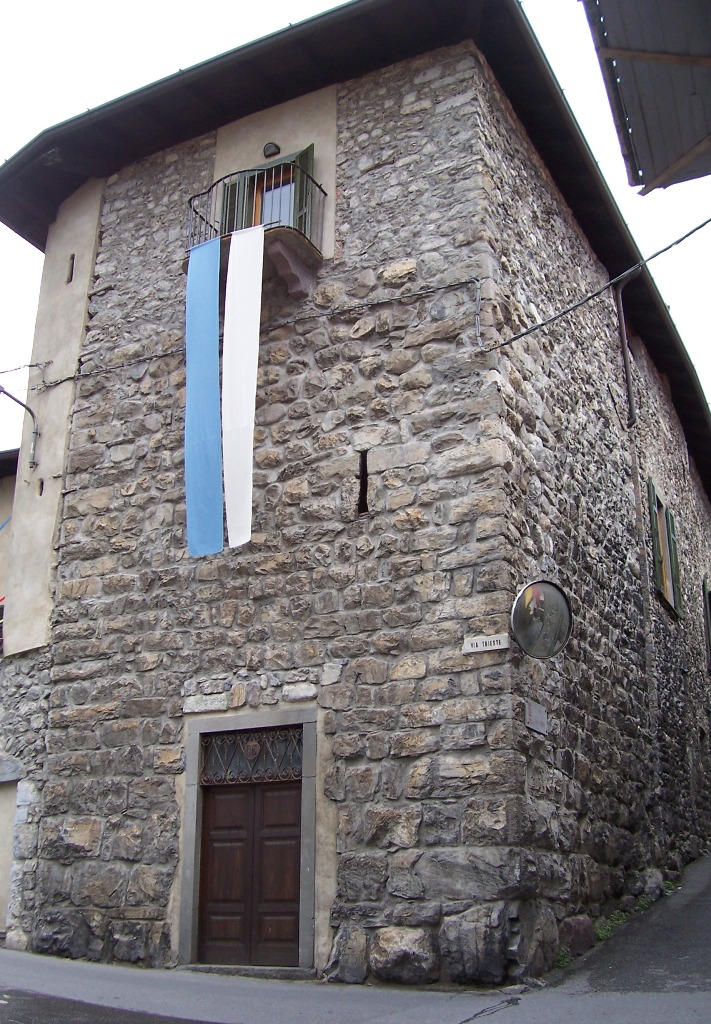
Una delle sette Casetorri di Borno

Nel 1018 vengono nominati per la prima volta dei vicini a Borno.
Nel 1156 scoppiò una lite tra gli abitanti di Borno e Lozio, presso Malegno, durante una processione verso Cividate Camuno. La lite venne chiusa nel 1168 a Verona.
Nel 1186 gli uomini di Borno e l'arciprete di Cividate Camuno discutono a Verona davanti ai cardinali Adelardo e Pietro, legati del papa, la possibilità di avere una fonte battesimale.
Nel 1234 il comune di Borno è obbligato a fornire un architrave per la costruzione di un ponte sul fiume Oglio.
Il 19 ottobre 1336 il vescovo di Brescia Jacopo de Atti investe iure feudi dei diritti di decima nei territori di Breno, Borno, Astrio, Monno e Ossimo Girardo del fu Giovanni Ronchi di Breno.
Il 28 gennaio 1350 il vescovo di Brescia Bernardo Tricardo investe iure feudi dei diritti di decima nei territori di Breno, Borno, Pescarzo, Cerveno e Corteno Golgi Bertolino e Giacomo Alberzoni di Breno.
Nella contesa con gli Scalvini per il monte Negrino nel 1394 una banda proveniente dalla Valle di Scalve fece una strage di tutti i malgari bornesi trovati sul monte cavando occhi, lingua, denti e "coradèle".
Il 14 agosto 1423 il vescovo di Brescia Francesco Marerio investe iure feudi dei diritti di decima nei territori di Breno e Andriolo Ronchi di Breno.
Nel 1428 il Carmagnola conquista Borno.
Nel 1688 vi fu un disastroso incendio con la distruzione di oltre 150 abitazioni.
Nel 1682 termina la contesa del monte Negrino con la Valle di Scalve.

### Feudatari locali
Famiglie che hanno ottenuto l'infeudazione vescovile dell'abitato:
| Famiglia  | Stemma | Periodo  |
| Ronchi    |        | 1336 - ? |
| Alberzoni |        | 1350 - ? |
| Ronchi    |        | 1423 - ? |
| Federici  |        | ?        |
| Camozzi   |        | ?        |

### Simboli
Lo stemma e il gonfalone sono stati concessi con regio decreto del 16 novembre 1933.
Lo stemma venne disegnato dal pittore Enrico Peci di Borno: il castello turrito voleva rappresentare idealmente il palazzo comunale e la difesa dell'indipendenza della popolazione; gli alberi, inizialmente dei pini, dovevano ricordare le vaste pinete e le zone di pascolo; l'aratro alludeva all'attività agricola di un tempo e all'attaccamento degli abitanti alla propria terra.
Il gonfalone è un drappo di azzurro.

## Monumenti e luoghi d'interesse

### Architetture religiose
Le chiese di Borno sono:

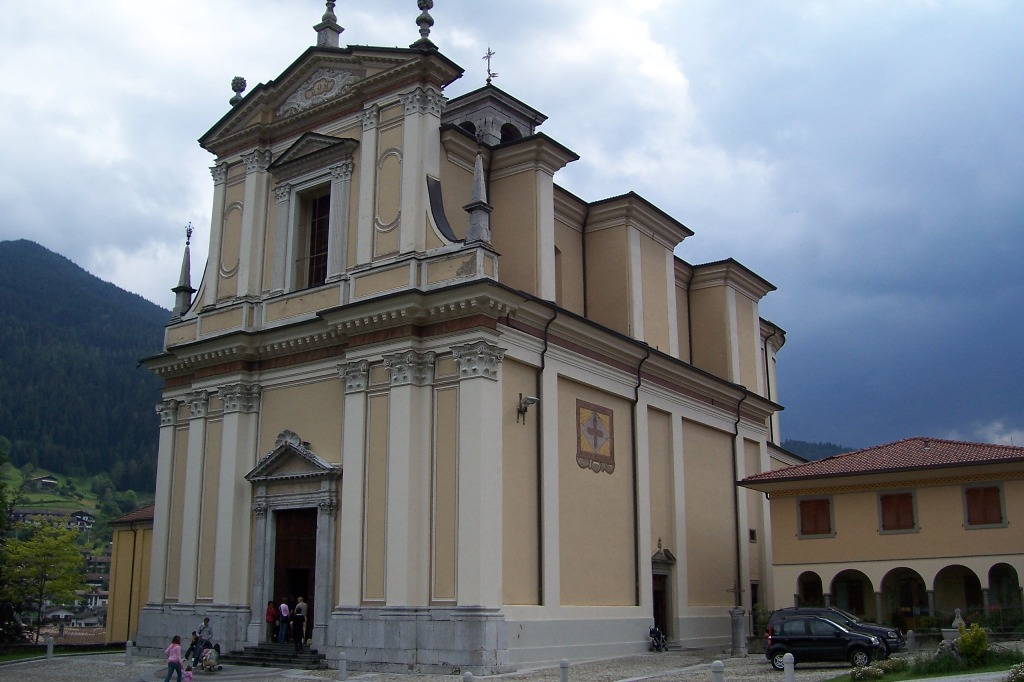
Chiesa parrocchiale di San Giovanni Battista

- Parrocchiale dei Santi Martino e Giovanni Battista, uno dei più imponenti edifici del XVIII secolo della Val Camonica. La struttura originaria è dell'XI secolo; rimaneggiata nel XV e nel XVIII fu abbattuta e completamente rifatta. L'altare maggiore è in marmo di Carrara.
- Oratorio di San Antonio, alla destra della parrocchiale, contiene un affresco di Callisto Piazza.
- Oratorio dei Disciplini
- Chiesetta della Madonna Addolorata, con struttura del XVII secolo
- Chiesetta della Madonna di Lourdes, precedentemente intitolata a San Vito e Modesto, del secolo XVI
- Chiesetta di San Fiorino (o Floriano), del secolo IX, con la navata del XVI secolo.
- Chiesetta di San Fermo al Monte, rimaneggiata nel XVI e XVII secolo, si rifà alla leggenda dei santi Fermo, Cristina e Glisente, che si comunicavano di essere in vita, dato che abitavano su tre montagne differenti, con dei falò.
- Chiesetta degli Alpini in Val di Moren, moderna costruzione (2001-2003) costruita sulla vetta di un dosso a 1 760 metri di quota.

## Società

### Evoluzione demografica
Abitanti censiti

### Tradizioni e folclore
Gli scütüm sono nei dialetti camuni dei soprannomi o nomiglioli, a volte personali, altre indicanti tratti caratteristici di una comunità. Quello che contraddistingue gli abitanti di Borno è Burnàs, Bigi, Làder (ladri) o maia patate.

## Infrastrutture e trasporti

### Strade
L'altopiano su cui sorge Borno è servito dalla strada provinciale (SP 5) che si stacca dall'ex SS 345 a Malegno e risale (circa 10 chilometri) i fianchi della valle con percorso agevole, ma tortuoso, passando per Ossimo Inferiore.
Oltrepassato il centro di Borno la strada sale sino al Passo di Croce di Salven (1 109 m), scendendo poi in Valle di Scalve ed entrando così in Provincia di Bergamo.

## Amministrazione
| Periodo          | Periodo          | Primo cittadino     | Partito                           | Carica      | Note   |
| ---------------- | ---------------- | ------------------- | --------------------------------- | ----------- | ------ |
| 20 giugno 1993   | 28 aprile 1997   | Franco Franzoni     | lista civica                      | Sindaco     |        |
| 28 aprile 1997   | 30 maggio 2006   | Elio Arici          | Casa delle Libertà                | Sindaco     |        |
| 30 maggio 2006   | 20 febbraio 2008 | Martino Franzoni    | Casa delle Libertà                | Sindaco     | [ 21 ] |
| 20 febbraio 2008 | 15 aprile 2008   | Attilio Visconti    |                                   | Commissario |        |
| 15 aprile 2008   | 27 maggio 2013   | Antonella Rivadossi | lista civica Insieme per Borno    | Sindaco     |        |
| 27 maggio 2013   | 11 giugno 2018   | Veronica Magnolini  | lista civica Per il bene di Borno | Sindaco     |        |
| 11 giugno 2018   | in carica        | Matteo Rivadossi    | lista civica SìAmo Borno          | Sindaco     |        |

## Sport

### Automobilismo
Borno è sede di arrivo della cronoscalata automobilistica Malegno-Borno.

### Ciclismo
Nel 1981 Borno è stata sede di arrivo di una tappa del Giro d'Italia.
Il Giro d'Italia è passato per Borno anche nel 2019.
Tappe del Giro d'Italia con arrivo a Borno
| Anno | Tappa | Partenza | km  | Vincitore di tappa  | Maglia rosa     |
| ---- | ----- | -------- | --- | ------------------- | --------------- |
| 1981 | 17ª   | Mantova  | 215 | Benedetto Patellaro | Silvano Contini |

### Sport invernali
A Borno si trova una piccola stazione sciistica, situata sul versante nord del Monte Altissimo. Nonostante la quota non elevata (950-1 700 metri), l'esposizione nord delle piste permette alla neve di conservarsi per tutta la stagione, anche grazie a un impianto di innevamento programmato. Caratteristica principale della località è di essere interamente immersa in un bosco di abeti, ciò favorisce la sciabilità anche in caso di brutto tempo e scarsa visibilità.